# Gallin-Kuppentin
 Gallin-Kuppentin  ist eine Gemeinde im Osten des Landkreises Ludwigslust-Parchim in Mecklenburg-Vorpommern (Deutschland). Sie wird vom Amt Eldenburg Lübz mit Sitz in der Stadt Lübz verwaltet.

## Geografie und Verkehr
Die Gemeinde liegt etwa neun Kilometer südlich von Goldberg, zirka neun Kilometer nordöstlich von Lübz und etwa zwölf Kilometer westlich von Plau am See. Mehrere kleine Seen (Daschower, Penzliner und Zahrener See) befinden sich im Gemeindegebiet. Innerhalb der Gemarkung liegen das Naturschutzgebiet Alte Elde bei Kuppentin und das Feucht- und Naturschutzgebiet Daschower Moor (Birksmoor). Höchste Erhebungen sind der Siebeneichenberg mit 82,5 m ü. NHN nördlich von Penzlin und die Erhebungen an der Gemeindegrenze zu Neu Poserin.
Südlich der Gemeinde verlaufen die Bundesstraße 191 und die Müritz-Elde-Wasserstraße. In Gallin befindet sich ein Haltepunkt an der Bahnstrecke Parchim–Neubrandenburg.

### Ortsteile
Die Gemeinde entstand durch Fusion der zuvor eigenständigen Gemeinden Gallin und Kuppentin am 13. Juni 1999 und besteht aus den folgenden Ortsteilen:
- Daschow
- Gallin
- Kuppentin
- Penzlin
- Zahren

## Geschichte

### Daschow
Dorf Daschow wurde urkundlich am 3. August 1235 als Darsekow ersterwähnt. Im Ort entwickelte sich ein Lehngut, zuletzt in der Hand der briefadeligen Familie von Hartwig, 1751 nobilitiert.

### Gallin
Gallin wurde schon 1192 als Glyna urkundlich genannt. Der Name stammt vom altslawischen glina für Lehm oder Ton ab und bedeutet so der lehmige Ort. Gallin hatte einst 16 Erbpächter, zwei Büdner, einen Dorfschulzen, einen Schmied, einen Krug und eine Windmühle.

### Kuppentin
Kuppentin wurde 1235 erstmals urkundlich erwähnt. Der Ortsname änderte sich von Kobandin im Jahr 1271, 1283 Cobbandin, 1285 Cubbandin, 1287 Cobendin, 1291 Kobendin, 1296 Cobbendin, 1298 Cobbendyn bis zu Cobbentyn im Jahr 1558. Der Ortsname stammt vom altslawischen kob für Weissagung ab oder vom Lokator Ort des Kob-bąd, oder Ort des Kubęta. Engelbert war als Pfarrer von Kuppentin vom 3. August 1235 bis zum 27. Mai 1244 nachweisbar. Von 1249 bis 1256 war er Domherr zu Schwerin.
Am 1. Januar 1951 wurden die bisher eigenständigen Gemeinden Dassow, Kreschin, Penzlin und Zahren eingegliedert.

### Penzlin
Penzlin wurde wie Kuppentin erstmals urkundlich am 3. August 1235 als Pentzarin erwähnt.
Penzlin hatte 625 Hektar Fläche, einen Gutshof mit Gutshaus, eine Schmiede und eine Ziegelei. Der Landeskundler Gustav Hempel nannte 1843 einen Versicherungswert des Hofes von 30.000 Reichsthaler und erwähnte trefflichen Acker.

### Besitzfolge
- 1799 Joachim D. E. Souhr
- 1819 Heinrich Seeler
- 1837 Carl Wilh. Heinr. Seeler[9]
- 1843 Familie Seeler
- 1850 Carl Bahlmann[10]
- 1858 Georg Friedrich Carl Bahlmann
- 1873 Familie Josephi aus Parchim[11][12]
- 1911 bis 1936 Martin Josephi,[13] bis 1918 M.d.L. Mecklenburg[14]
- 1937 nach Enteignung der Familie Josephi Nutzung als Remontezuchtstation für die Wehrmacht

### Zahren
Zahren wurde wie Kuppentin erstmals urkundlich am 3. August 1235 als Syarnitze erwähnt. Der Name stammt vom altslawischen črŭnŭ für schwarz ab. 1271 belehnt Nicolaus, Fürst von Werl, Gottschalk von Preen mit seinen Güten zu Weisin, Kuppentin, Lalchow und Zarnestorp (Zahren). Der Schweriner Bischof Hermann verkauft 1285 mit Zustimmung seines Domkapitels drei Hufen in Zahrensdorp. 1295 hatte Nicolaus, Fürst von Werle, dem Kloster Dobbertin sechs Hufen zu Sarnestorp (Zahren) verliehen. 1298 hatte Nicolaus von Werle das Dorf Sarnestorp an das Kloster Dobbertin verlehnt. 1347 hatte sich Pastor Engelbert von Kuppentin mit dem Propst Thidericus Frei und der Priorin Adelheid von Plessen vom Kloster Dobbertin dahin gehend verglichen, dass es sechsmal im Jahr in der Kapelle zu Zahren Messe hält.

#### Gutsanlage
Das Gutshaus steht am Ende der Dorfstraße und lässt mit den wenigen noch erhaltenen Wirtschaftsgebäuden und Katen die alte Gutsanlage erkennen. Das Gutshaus mit dem mächtigen Krüppelwalmdach und vormals Fledermausgauben ist ein eingeschossiger Ziegelbau von elf Achsen und steht auf einem Kellergeschoss aus Feldsteinen. Die Hof- und beiden Giebelseiten sind jetzt verputzt. An der Hofseite betont eine dreiteilige Fenstergruppe mit dem Eingangsvorbau und der breiten Treppe die Mitte. An der Rückseite dominiert ein mächtiger vierachsiger Zwerchgiebel mit einem Davidstern im Rundfenster des Giebeldreiecks. Beeindruckend die großen Kellerräume mit den Tonnengewölben. Das ehemalige Fachwerkgebäude wurde um 1876 mit einer Backsteinfassade aufgewertet.

#### Besitzfolge
- 1848 Heinrich Eggers
- 1908 Karl Steinkopff
- 1824 C. Steinkopff und Erben
- 1875 Familie Steinkopff[19]
- 1913 Karl Steinkopff[20]
- 1932 Familie Steinkopff[21]
- 1998 privat

## Politik
Der Gemeinderat besteht (inkl. Bürgermeisterin) aus 6 Mitgliedern. Die Wahl zum Gemeinderat am 26. Mai 2019 hatte folgende Ergebnisse:
| Partei/Bewerber                   | Prozent | Sitze |
| --------------------------------- | ------- | ----- |
| Wählergruppe Wir leben Demokratie | 85,13   | 5     |
| Einzelbewerber Rann               | 14,87   | 1     |

Zum Bürgermeister der Gemeinde wurde Nicky Menning mit 71,54 % der Stimmen gewählt. Im Juli 2020 trat er aus persönlichen Gründen zurück. Am 6. Dezember 2020 wurde Viola Dreschler mit 75,52 % der Stimmen gewählt.
Die Gemeinde verfügt über kein amtlich genehmigtes Hoheitszeichen, weder Wappen noch Flagge. Als Dienstsiegel wird das kleine Landessiegel mit dem Wappenbild des Landesteils Mecklenburg geführt. Es zeigt einen hersehenden Stierkopf mit abgerissenem Halsfell und Krone und der Umschrift „GEMEINDE GALLIN-KUPPENTIN“.

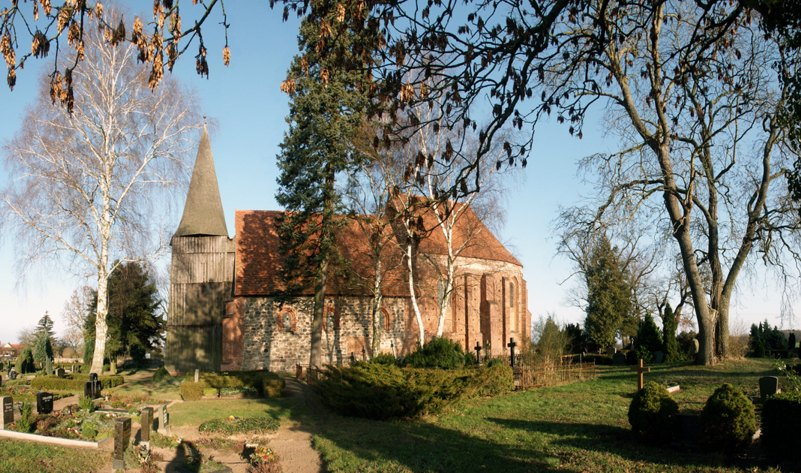
Dorfkirche Kuppentin

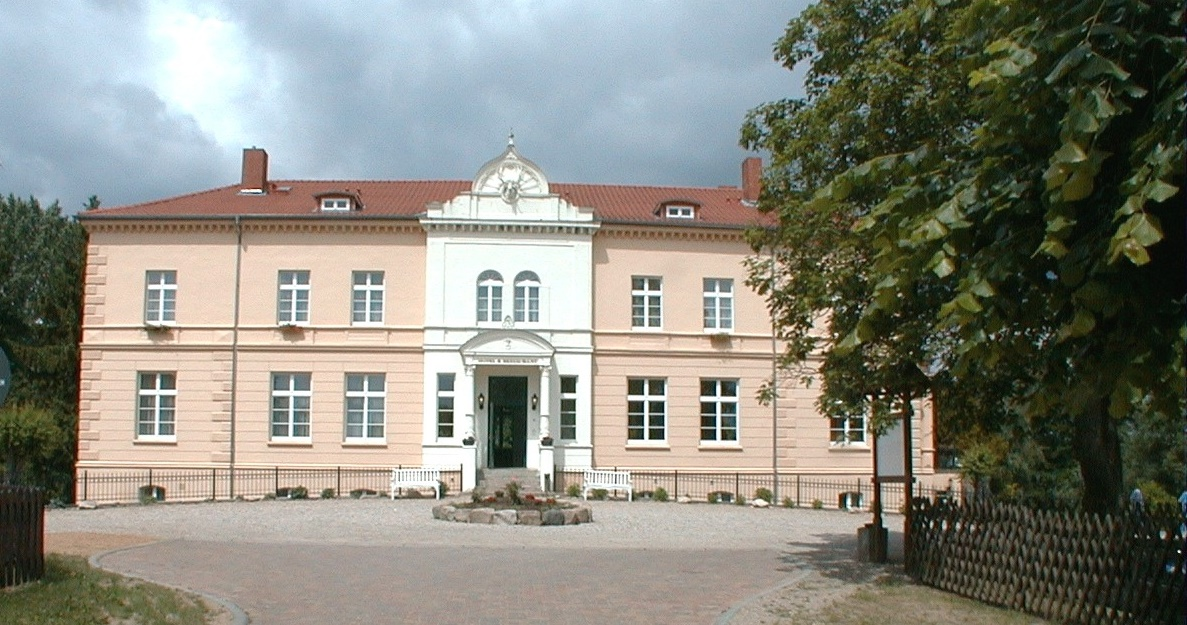
Schloss Daschow (2003)

## Sehenswürdigkeiten
- Naturschutzgebiet Alte Elde bei Kuppentin
- Dorfkirche Kuppentin aus Feldstein aus dem 13. Jahrhundert in Kuppentin
- Schloss Daschow
- Zahrener See mit Angel- und Badestellen in Gallin, Zahren und Kressin
- Im sanierten Pfarrhaus zu Kuppentin wurde am 25. April 2014 das Museum für mecklenburgische Dorfgeschichte eröffnet.[27]